# Poveda de la Sierra (kommunhuvudort)
Poveda de la Sierra är en kommunhuvudort i Spanien.   Den ligger i provinsen Provincia de Guadalajara och regionen Kastilien-La Mancha, i den centrala delen av landet, 140 km öster om huvudstaden Madrid. Poveda de la Sierra ligger 1 191 meter över havet och antalet invånare är 173.
Terrängen runt Poveda de la Sierra är huvudsakligen kuperad, men västerut är den platt. Poveda de la Sierra ligger nere i en dal. Runt Poveda de la Sierra är det mycket glesbefolkat, med 3 invånare per kvadratkilometer. Närmaste större samhälle är Cañizares, 19,5 km sydväst om Poveda de la Sierra. 